# Vladimir Ivanovič Tišura
Vladimir Ivanovič Tišura (in russo Владимир Иванович Тишура?; in ucraino Володимир Іванович Тишура?, Volodymyr Ivanovyč Tyšura; Siverskij, 15 dicembre 1959 – Mosca, 10 maggio 1986) è stato un vigile del fuoco e militare sovietico. 
Fu coinvolto nel disastro di Černobyl' il 26 aprile 1986.

## Biografia

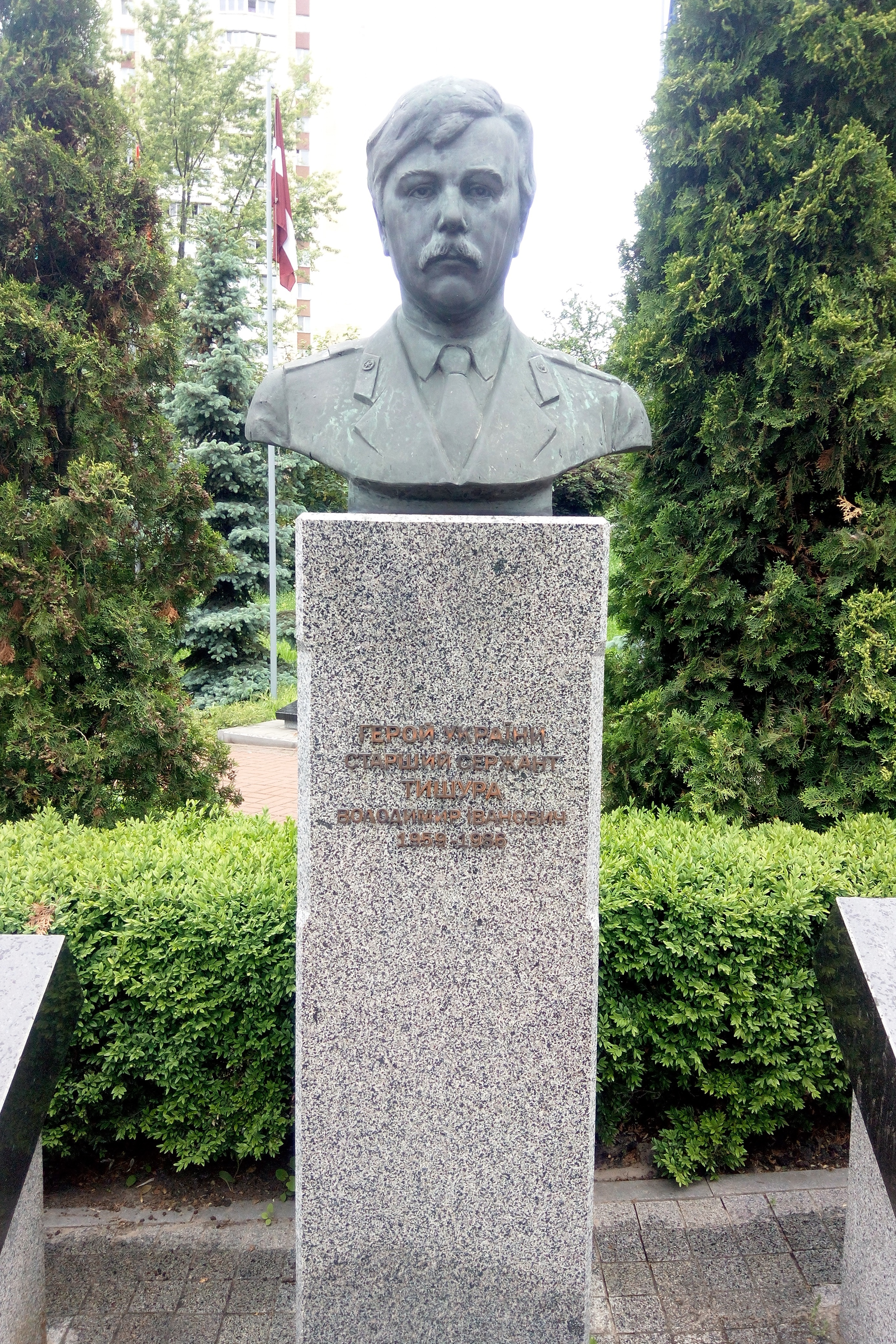
Busto di Vladimir Tišura lungo la Čornobyl'ska vulycja a Kiev

Vladimir Tišura nacque a Sirerskij il 15 dicembre 1959 all'interno della stazione ferroviaria Siverskaja, situata nel Gatčinskij rajon, oblast' di Leningrado. Nel 1974 si diploma alla scuola di costruzione navale, nel 1977 a Chabarovsk. Dal luglio 1977 all'aprile 1978 ha lavorato come ingegnere per a Petropavl, occupandosi principalmente di oleodotti. Dal 1978 al maggio 1980 ha prestato servizio nell'armata sovietica come caposquadra, diventando dopo un riservista dal giugno 1980 al giugno 1981. Durante questo anno intraprese la carriera di meccanico presso il dipartimento di produzione interdistrettuale di Černobyl'. Rientrato nel dicembre 1982, entrò nel corpo dei vigili del fuoco, raggiungendo il grado di sergente. Uomo sposato, atleta e appassionato di motociclismo, la notte del 26 aprile 1986 prese parte all'estinzione dell'incendio nella centrale nucleare di Černobyl'. Morì a Mosca a causa delle radiazioni ionizzanti, che gli provocarono la malattia acuta da radiazioni, nel 6º ospedale clinico il 10 maggio 1986, ed è sepolto nel cimitero di Mitino.